# Wolfsland: Ewig Dein

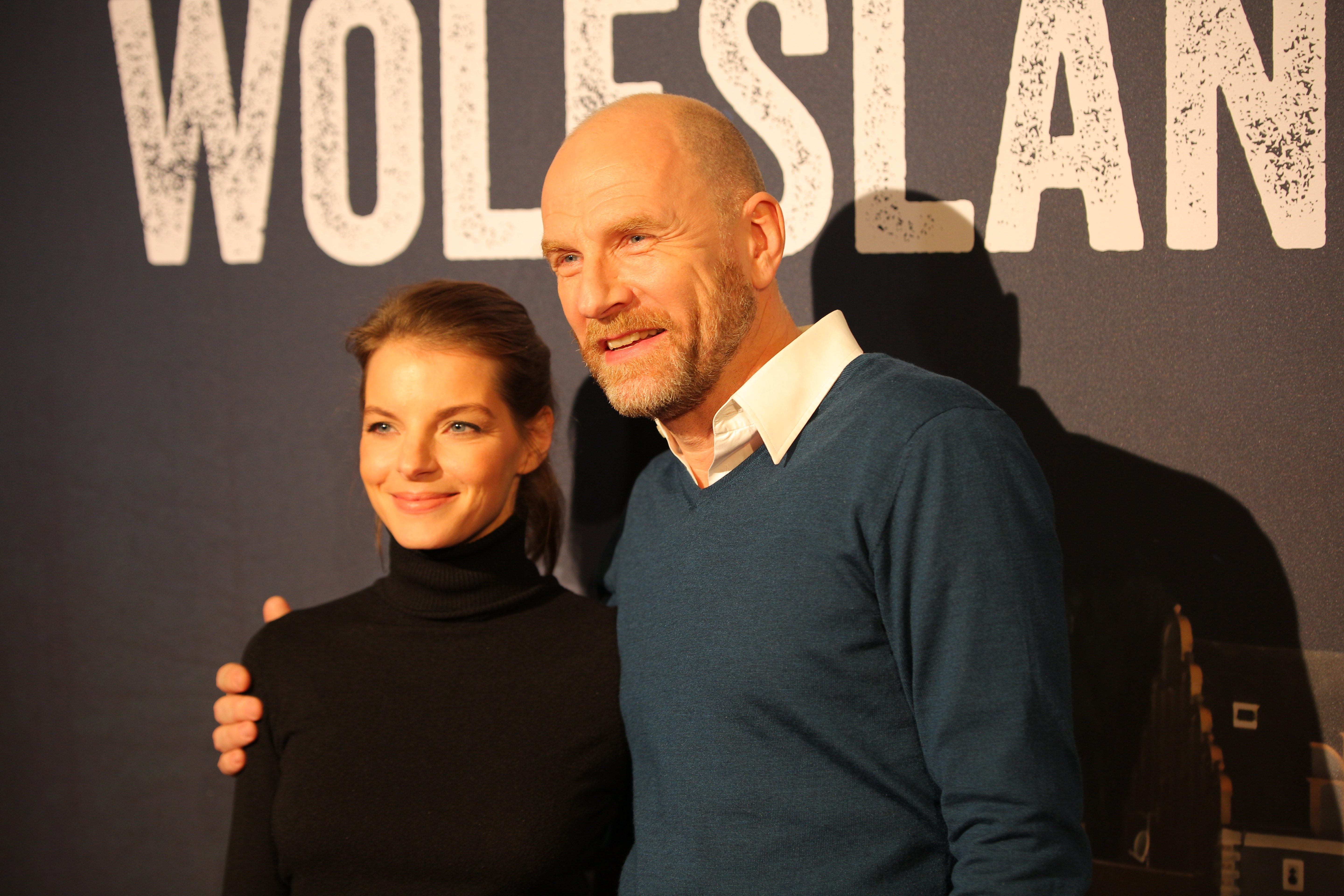
Yvonne Catterfeld und Götz Schubert bei der Premiere des Films im November 2016 in Görlitz

Ewig Dein ist ein deutscher Fernsehfilm von André Erkau aus dem Jahr 2016. Es handelt sich um den ersten Filmbeitrag der ARD-Krimireihe Wolfsland mit Yvonne Catterfeld und Götz Schubert in den Hauptrollen. In tragenden Rollen sind Emma Drogunova, Julius Nitschkoff, Andreas Schmidt, Jan Dose, Sebastian Nakajew und Johannes Zirner besetzt.

## Handlung

### Haupthandlung
„Wenn in der Nacht die Feuer von den Lausitzer Bergen wie düster glühende Teufelsaugen in das Dunkel hinausleuchten, dann sind sie ausgebrochen, die Geister der verfluchten Menschen.“ 
Die Kriminalistin Viola Delbrück hat sich vom LKA Hamburg nach Görlitz versetzen lassen, um in einer neuen Umgebung ihre Vergangenheit hinter sich zu lassen und noch einmal von vorn anzufangen. Ihr neuer Partner ist der Eigenbrötler Kriminalhauptkommissar Burkhard Schulz, der von allen nur „Butsch“ genannt wird. Dieser ist wenig begeistert, eine „Aufpasserin“, wie er meint, an die Seite gestellt zu bekommen, und verhält sich entsprechend abweisend.
In ihrem ersten gemeinsamen Fall müssen Delbrück und Schulz den Mord an einem Anwalt aufklären. Die Leiche von John Staffler wurde auf dem Gelände einer stillgelegten Förderanlage aufgefunden. Schnell steht fest, dass der Mann hier aber nicht erschlagen, sondern nur abgelegt worden ist. Nach Aussage seiner Frau war Staffler zuletzt beruflich in Dresden unterwegs, doch die GPS-Daten seines Handys führen die Ermittler zu einem Gutshof. Als sich Delbrück und Schulz dort umsehen, finden sie ein heimliches Bordell vor, in dem Staffler offensichtlich bis vor kurzem seine Geliebte versteckt gehalten hatte. Das Grundstück wird von dem Immobilienmakler Marvin Liebchen verwaltet, der mit Staffler befreundet war und von dieser Nutzung der Räumlichkeiten angeblich nichts weiß. Bei einer Überprüfung der am Tatort gefundenen DNA-Spuren führen diese zu der aktenkundigen polnischen Prostituierten Jenni Czellinski. Der Verdacht liegt nahe, dass ihre alten Zuhälter aufgetaucht sein könnten, um sich das Mädchen zurückzuholen, das Staffler ihnen ausgespannt hatte. Aber auch Czellinski könnte zur Täterin geworden sein. 
Eine Spur, die sich aus einem Tankstellenüberfall in der letzten Nacht ergibt, legt nahe, dass Czellinski daran beteiligt war. Durch die Auswertung der Überwachungsaufnahmen der in der Tankstelle installierten Kamera kann als zweiter Täter der drogenabhängige Marek Palme identifiziert werden. Einer Festnahme kann dieser sich jedoch entziehen und flieht mit seiner Freundin, bei der es sich tatsächlich um die gesuchte Jenni Czellinski handelt. Im Unterschlupf der beiden finden Delbrück und Schulz Kleidungsstücke mit Blutanhaftungen, die jedoch nicht von Staffler stammen, wie sich später herausstellt.
Während die Polizei auf der Suche nach Stafflers Mörder ist, sucht Jenni ihr Baby. Sie weiß, dass Isabel Fröbe, eine gelernte Hebamme, die nebenbei als Putzfrau für Marvin Liebchen arbeitet, das Kind zu sich genommen hat, doch kann sie diese nicht finden. Marek Palme will ihr helfen und dringt in Liebchens Villa ein, um ihn zu zwingen, das Versteck des Kindes preiszugeben, doch im Streit tötet er den Mann. Als die Polizei die Leiche findet, klären sich auch für Delbrück und Schulz die Zusammenhänge. Doch nicht Jenni Czellinski hat Staffler getötet, weil sie ihn zwingen wollte, das Kind zu ihr zurückzubringen, sondern Czellinskis Vater Wadim. Er wollte seine Tochter um jeden Preis zurück nach Polen holen und hatte sie auf dem Bauernhof ausfindig gemacht.
In dem abbruchreifen Haus, in dem Marek Palme einst bei seinem Großvater gelebt hat, ist dieser inzwischen völlig außer Kontrolle geraten. Er bedroht den schachmatt gesetzten Schulz ebenso wie Jennis Vater. Viola Delbrück kommt gerade rechtzeitig, um Marek außer Gefecht zu setzen und auch Wadim Czellinski zu verhaften.

### Parallelhandlung
Viola Delbrück wird immer wieder von Erinnerungen heimgesucht an den Tag, an dem sie gegen ihren Mann, den forensischen Psychiater Dr. Björn Delbrück, um ihr Leben kämpfen musste. Oft wacht sie schweißgebadet auf, da Alpträume ihr Begleiter sind. Delbrück hat tiefe Schnittwunden an beiden Handinnenflächen. 
Kommissar Schulz erzählt Delbrück während einer Beschattung, die sie zusammen im Auto verbringen, dass er seine zweite Frau verloren habe. Zuvor hatte Schulz ihr etwas vorgesponnen, woraufhin sie von ihm wissen wollte, ob er eigentlich schon immer so gewesen sei; auf seine Frage, „wie denn“, meinte sie: „So ein menschenfeindliches, frauenfeindliches, lebensfeindliches Arschloch.“
Am Ende des Falls stehen Delbrück und Schulz etwas außerhalb der Stadt vor einem alten, nicht instand gesetzten Haus. Mit einem Schlag seien hier zwei Leben zerstört worden. Er habe das Haus renovieren wollen, dann jedoch sei die Decke eingestürzt und habe in zwei Sekunden alles unter sich begraben – auch Nadja, seine zweite Frau. Er sei hier mit ihr verabredet gewesen, um dort eine erste Nacht gemeinsam zu verbringen. Da er noch habe arbeiten müssen, sei er zu spät gekommen, da sei das Unglück schon passiert gewesen. Zu Delbrücks Überraschung nähert sich ihnen ein Wolf, der auf Schulz zuläuft und sich von ihm streicheln lässt. 
Als beide zurück in der Stadt sind, steht an einer Ecke eine Zigarette rauchend Björn Delbrück.

## Produktion

### Produktionsnotizen
Ewig Dein wurde vom 14. Juli bis zum 12. August 2015 in Görlitz und Umgebung gedreht. Produziert wurde der Film von Molina Film in Zusammenarbeit mit dem MDR für Degeto Film. Die Redaktion für den MDR lag bei Jana Brandt und Stephanie Bogon, für die ARD Degeto bei Katja Kirchen.

### Hintergrund
André Erkau meinte in einem Interview, Viola und Butsch seien „zwei beschädigte Personen, die sich, ihren Verletzungen zum Trotz, in der Gegenwart kraftvoll zu behaupten“ wüssten. Jedoch falle es beiden schwer, „Nähe zuzulassen oder gar Vertrauen aufzubauen“. So scheine „eine Annäherung“ zwischen beiden „fast undenkbar“. Gerade das sei es gewesen, was ihn an der Geschichte gereizt habe. Er habe davon erzählen wollen, dass selbst „in den dunkelsten Momenten Nähe und Vertrauen möglich sein können“. Die Herausforderung bei dieser Pilotfolge sei es gewesen, „den Hauptfiguren mehr Raum als in herkömmlichen Folgen zu geben, dabei aber nicht den Krimiplot aus den Augen zu verlieren“. Das sei ein „ziemlicher Balanceakt“ gewesen. Die Begegnungen mit dem Wolf ständen für ihn für die Begegnungen mit der eigenen dunklen Seite, der Wildheit, quasi dem Wolf in uns selbst. Auch wenn die meisten Menschen es nicht wahrhaben wollten, diese Seite in uns Menschen existiere.
Yvonne Catterfeld meinte auf die entsprechende Frage, die „wirklich selten guten Drehbücher, die Konstellation mit Götz Schubert“, den sie „bis dahin nur aus dem Fernsehen“ gekannt habe, und „vor allem eine spannende Frauenrolle mit großem Entwicklungspotential“ hätten sie gereizt. Und sie habe die Figur Butsch gemocht, die ja auch für sie als Viola eine entscheidende Rolle spiele: „seine Kompromisslosigkeit, seine Direktheit und seine Ehrlichkeit, auch und vielleicht gerade, wenn er sich manchmal wie ein trotziges Kind“ verhalte. Götz Schubert erläuterte, zunächst einmal sei „das ganze Paket spannend: die Produktion, das Drehbuch, der Spielort, die Charaktere“. Die Figuren seien „mit unglaublich viel Liebe und Feingefühl erzählt“. Butsch sei ihm sofort „so selbstverständlich“ entgegengekommen, so unausgedacht, mit ganz vielen Facetten, mit einer spannenden Biografie, mit Charme und Witz, mit Wut und Emotionen, „glaubwürdig und hintergründig“. Den habe er „unbedingt spielen“ wollen, „oder besser gesagt: ergründen, mit ihm auf eine Reise gehen, ihn begleiten“. Beide Schauspieler lobten die Dreharbeiten in und um Görlitz herum. Catterfeld meinte, Götz Schubert und sie hätten sich auf Anhieb gemocht. Das habe alles einfacher gemacht. Er habe sie gleich als Kollegin an seiner Seite akzeptiert. Schubert erzählte, Catterfeld könne nicht nur singen, sondern auch spielen und sie sei unglaublich sympathisch. Das sei fast das Wichtigste, wenn man so viel Zeit miteinander verbringe.

## Rezeption

### Veröffentlichung, Einschaltquote
Am 8. Dezember 2016 wurde der Film zur Hauptsendezeit im Programm der ARD Das Erste erstausgestrahlt. Sehen wollten die erste Folge der Reihe 4,14 Millionen Zuschauer. Der Marktanteil lag bei 13,1 Prozent.

### Kritik
Tilmann P. Gangloff gab dem Film auf der Seite tittelbach.tv drei von sechs möglichen Sternen und befand: „‚Ewig Dein‘, der Auftakt zu einer neuen Donnerstagskrimireihe der ARD aus dem sächsischen Görlitz, führt ein reizvolles Ermittlerduo ein, erzählt aber ansonsten eine fast schon uninteressante Geschichte: Ein mit viel zuviel Eifer verkörpertes jugendliches Pärchen spielt ein bisschen Bonnie & Clyde. Viel mehr Funken schlägt die reibungsreiche Ebene mit Götz Schubert als misanthropischem Einheimischen und Yvonne Catterfeld als kühler Hamburgerin, die ein unverarbeitetes alptraumhaftes Erlebnis mit sich herumträgt. Das Paar hat Potenzial, aber die Krimi-Fälle von ‚Wolfsland‘ müssen sehr viel besser werden.“ Es seien „vor allem die jeweils zweiten Ebenen, die die Figuren [der Ermittler] interessant machen“ würden.
Bei der Frankfurter Neue Presse meinte Ulrich Feld: Der Film gibt sich „zwar einige Mühe, seinem Titel durch einige Szenen mit Wölfen halbwegs gerecht zu werden. […] Zu einem handfesten Krimi reicht es aber dennoch nicht, obwohl es bisweilen sogar echten Witz gibt und die Filmmusik recht gut geworden ist. Der Rest wirkt leider ziemlich lustlos.“
Oliver Jungen von der FAZ war der Ansicht: „Dreimal Wolf, das will man sich gefallen lassen, handelt es sich doch, wenn auch nicht brutal hintersinnig, um das Maskottchen der neuen, in Görlitz spielenden ‚Wolfsland‘-Krimireihe. Dreimal roter Schlüpfer, das mag ebenfalls noch angehen, der Spur gilt es schließlich zu folgen, seit Rüpelkommissar Burkhard Schulz (Götz Schubert), genannt Butsch, den ersten dieser Fetzchen aus dem Mund des Toten gezogen hat. Als jedoch zum vierten Mal die schwarze Krähe in Großaufnahme durchs Bild hopst […] schwindet jede Zuversicht, dass aus diesem Auftakt in der Regie von André Erkau noch etwas wird. So wenig Inspiration findet man selbst bei der Fließbandware Krimi selten.“
Die Kritiker der Fernsehzeitschrift TV Spielfilm vergaben eine mittlere Wertung (Daumen gerade) und schrieben: „Der Auftakt der Krimireihe macht wenig Lust auf mehr. Der Fall wirkt wie aus den Nineties, und die bedeutungsschwangere Symbolik ist oft unfreiwillig komisch.“. Fazit: „Dick aufgetragen, aber leider klischiert.“
Viola Schenz bewertete den Film für die Süddeutsche Zeitung und meinte, er habe „Unterhaltungswert – wenn man ihn mit Humor“ nehme. Die „Konstellation aus halbleeren Häusern und Straßen“ mache Görlitz, das eine „historische Altstadt“ mit vielen „Renaissance-, Barock- und Gründerzeitbauten“ habe, „zur idealen Filmkulisse“. Und „wenn man es mit Humor“ nehme, führte Schenz abschließend aus, habe „diese Mischung aus wirrer Handlung, künstlich komplizierten Beziehungen und bemüht schlagfertigen Dialogen durchaus ihren Unterhaltungswert“.

### Auszeichnung
Yvonne Catterfeld war für ihre Leistung in diesem Film in der Kategorie „Beste deutsche Fernsehschauspielerin“ für den Jupiter Award 2017 nominiert.